# Џеди Осман
Џеди Осман (тур. Cedi Osman; Охрид, 8. април 1995) турски је кошаркаш. Игра на позицијама бека и крила, а тренутно наступа за Панатинаикос.

## Успеси

### Клупски
- Анадолу Ефес:
  - Куп Турске (1): 2015.
  - Суперкуп Турске (1): 2015.
- Панатинаикос:
  - Куп Грчке (1): 2025.

### Репрезентативни
- Европско првенство до 18 година:  2013.
- Европско првенство до 20 година:  2014.

### Појединачни
- Најкориснији играч Европског првенства до 20 година (1): 2014.